# Limestone Creek
Limestone Creek es un lugar designado por el censo ubicado en el condado de Palm Beach en el estado estadounidense de Florida. En el Censo de 2010 tenía una población de 1.014 habitantes y una densidad poblacional de 1.009,04 personas por km².

## Geografía
Limestone Creek se encuentra ubicado en las coordenadas 26°56′34″N 80°8′27″O / 26.94278, -80.14083. Según la Oficina del Censo de los Estados Unidos, Limestone Creek tiene una superficie total de 1 km², de la cual 1 km² corresponden a tierra firme y (0%) 0 km² es agua.

## Demografía
Según el censo de 2010, había 1.014 personas residiendo en Limestone Creek. La densidad de población era de 1.009,04 hab./km². De los 1.014 habitantes, Limestone Creek estaba compuesto por el 23.27% blancos, el 61.83% eran afroamericanos, el 0.69% eran amerindios, el 1.38% eran asiáticos, el 0% eran isleños del Pacífico, el 9.47% eran de otras razas y el 3.35% pertenecían a dos o más razas. Del total de la población el 18.44% eran hispanos o latinos de cualquier raza.